# Montréal-Centre (district électoral)
Ne doit pas être confondu avec Montréal-Centre (ancienne circonscription fédérale).
Montréal-Centre est un ancien district électoral québécois ayant existé  de 1867 à 1890.

## Liste des députés
| Années | Années      | Député                     | Parti        |
| ------ | ----------- | -------------------------- | ------------ |
|        | 1867 - 1871 | Edward Brock Carter        | Conservateur |
|        | 1871 - 1874 | Luther Hamilton Holton     | Libéral      |
|        | 1874 - 1875 | Charles Alexander          | Libéral      |
|        | 1875 - 1878 | Alexander Walker Ogilvie   | Conservateur |
|        | 1878 - 1881 | Horatio Admiral Nelson     | Libéral      |
|        | 1881 - 1886 | George Washington Stephens | Libéral      |
|        | 1886 - 1887 | James McShane              | Libéral      |
|        | 1887 - 1890 | James McShane              | Libéral      |

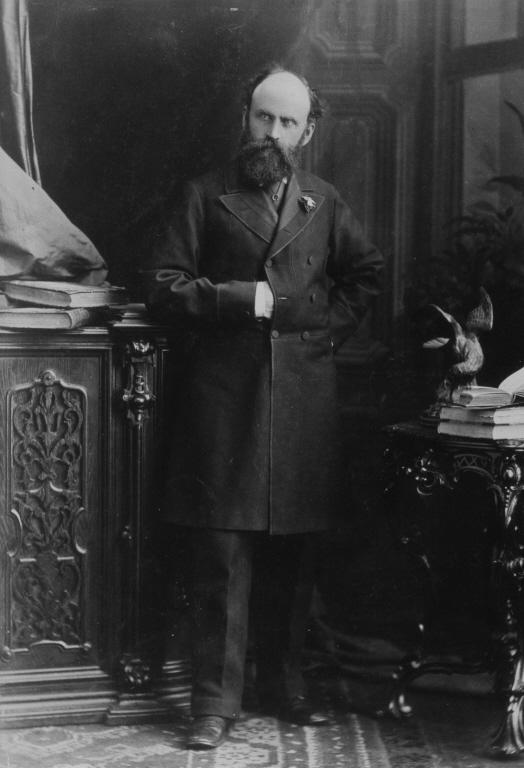
James McShane député de Montréal-Centre et Maire de Montréal de 1891-1893

Légende : Les années en italiques indiquent les élections partielles.